# Paul-Henri Spaak
Paul-Henri Spaak posłuchajⓘ, (ur. 25 stycznia 1899 w Schaerbeek, zm. 31 lipca 1972 w Braine-l'Alleud) – belgijski polityk socjalistyczny, mąż stanu. Premier Belgii (1938–1939; 1947–1949), minister spraw zagranicznych (1939–1945), pierwszy przewodniczący Zgromadzenia Ogólnego ONZ (1946–1947), pierwszy przewodniczący Zgromadzenia EWWiS (1952–1954) Sekretarz generalny NATO (1957–1961). Twórca raportu Spaaka, koncpecji planującej powołanie Europejskiej Wspólnoty Politycznej. Uznawany za jednego z ojców-założycieli Unii Europejskiej ze względu na swój wkład w rozwój Europejskiej Wspólnoty Gospodarczej.

## Życiorys

### Przed II wojną światową
Ukończył prawo na Uniwersytecie w Brukseli i w 1920 został członkiem socjalistycznej Belgijskiej Partii Pracy. W 1932 został wybrany deputowanym do parlamentu. W 1935 został po raz pierwszy ministrem transportu w rządzie premiera Paula van Zeelanda. Od lutego 1936 do maja 1938 sprawował funkcję ministra spraw zagranicznych w jego drugim gabinecie. 15 maja 1938 został mianowany premierem Belgii. Funkcję sprawował do 20 lutego 1939. W czasie drugiej wojny światowej w latach 1939–1945 był ministrem spraw zagranicznych w rządzie Huberta Pierlota.

### Stanowiska ministerialne po wojnie
- luty 1945 – styczeń 1946: Minister spraw zagranicznych w drugim rządzie koalicyjnym premiera Achille’a Van Ackera
- 13-31 marca 1946: Premier i minister spraw zagranicznych w najkrótszym rządzie w historii Belgii
- marzec – sierpień 1946: Minister spraw zagranicznych w trzecim rządzie koalicyjnym premiera Achille’a Van Ackera
- sierpień 1946 – marzec 1947: Minister spraw zagranicznych w rządzie koalicyjnym premiera Camille’a Huysmansa
- marzec 1947 – sierpień 1949: Po raz drugi premier i minister spraw zagranicznych
- kwiecień 1954 – czerwiec 1958: Minister spraw zagranicznych w czwartym rządzie koalicyjnym premiera Achille’a Van Ackera
- kwiecień 1961 – lipiec 1965: Minister spraw zagranicznych w rządzie koalicyjnym premiera Theo Lefèvre’a
- lipiec 1965 – marzec 1966: Minister spraw zagranicznych w rządzie koalicyjnym premiera Pierre’a Harmela

### Po wojnie
Przed okresem drugiej wojny światowej był adwokatem „polityki niepodległościowej” Belgii. W czasie uchodźstwa w Londynie starał się stworzyć współpracę regionalną między Holandią, Luksemburgiem a Belgią. W sierpniu 1946 został wybrany na pierwszym posiedzeniu przewodniczącym Rady Europy. Od 1952 do 1954 był przewodniczącym Zgromadzenia Ogólnego Europejskiej Wspólnoty Węgla i Stali. W tym czasie stworzył i przedstawił koncepcję powołania EWP.

### Raport Spaaka
W 1955 w czasie konferencji przywódców europejskich w Mesynie, został mianowany przewodniczącym roboczej komisji, mającej opracować raport dotyczący stworzenia podstaw wspólnego rynku europejskiego. Raport komisji, nazwany od jego nazwiska „Raportem Spaaka”, został podpisany 25 marca 1957 jako Traktaty Rzymskie Wspólnoty Europejskiej. Pozycja, jaką stworzył sobie Spaak w początkowych stadiach Wspólnoty Europejskiej, pozwala wpisać go w poczet ojców-założycieli Unii Europejskiej.

### Sojusz Północnoatlantycki
Spaak zdobył międzynarodowe uznanie, kiedy w 1945 został wybrany na przewodniczącego 1. sesji Zgromadzenia Ogólnego Organizacji Narodów Zjednoczonych. Podczas 3. sesji ONZ w Paryżu apostrofował delegację Związku Radzieckiego słynnymi słowami: Messieurs, nous avons peur de vous („Panowie, my się was boimy”). W 1956 został wybrany na następcę Lorda Ismaya na stanowisku sekretarza generalnego Sojuszu Północnoatlantyckiego. Sprawował tę funkcję od 1957 do 1961, zastąpił go Dirk Stikker.

### Życie prywatne
Wycofał się z polityki w 1966. Był członkiem Belgijskiej Akademii Królewskiej Literatury i Języka Francuskiego. W 1969 wydał swoje wspomnienia zatytułowane Combats inachevés („Niedokończona walka” w 2 tomach).
Ojciec Antoinette Spaak. Zmarł w wieku 73 lat w swoim domu w Braine-l'Alleud blisko Brukseli.

## Odznaczenia
- Krzyż Wielki Orderu Chrystusa (Portugalia, 1955)[2]
- Krzyż Wielki Orderu Zasługi Republiki Włoskiej (Włochy, 1956)[3]
- Medal Wolności z palmą srebrną (Stany Zjednoczone, 1961)[4]
- Krzyż Wielki Orderu Sokoła Islandzkiego (Islandia, 1963)[5]
- Krzyż Wielki Orderu Świętego Olafa (Norwegia, 1964)[6]